# Klub Dawnych Motocykli
Klub Dawnych Motocykli "MAGNET" powstał z inicjatywy grupy posiadaczy zabytkowych motocykli w Warszawie i Mińsku Mazowieckim. Pierwsze zebranie organizacyjne odbyło się w kilka miesięcy po I Rajdzie Weteranów Szos z czerwca 1996, który był on jedną z imprez obchodów 575-lecia praw miejskich Mińska Mazowieckiego.
Rajd Zabytkowych Motocykli spotkał się z bardzo przychylnym przyjęciem ze strony mieszkańców miasta. Dlatego Rada Miasta specjalną uchwałą wpisała tę imprezę jako stałą w kalendarzu kulturalnym miasta, co znakomicie ułatwiło organizację kolejnych rajdów. Organizatorem logistycznym stał się Miejski Dom Kultury w Mińsku Mazowieckim.
Klub został zorganizowany z inicjatywy Andrzeja Godlewskiego i Miłosza Sobolewskiego (tzw. grupa warszawska) i Macieja Cichockiego (tzw. grupa mińska).
KDM "MAGNET" istnieje obecnie głównie jako grupa organizująca Mazowieckie Rajdy Weteranów Szos. 
Od 2011 roku K.D.M. MAGNET wspólnie z Muzeum Ziemi Mińskiej organizuje Miński Zlot Pojazdów Zabytkowych "WARKOT" .